# Natalia Charłos
Natalia Charłos (ur. 31 maja 1993 w Elmshorn) – polska pływaczka specjalizująca się na długich dystansach, na co dzień trenująca w Niemczech.
Wywalczyła kwalifikację na igrzyska olimpijskie w Londynie na dystansie 10 kilometrów. Zawody eliminacyjne kobiet odbyły się 9 czerwca 2012 roku w Setubal w Portugalii. Zajęła 8. miejsce z czasem 1:44.42,4.  Jest to pierwsza w historii kwalifikacja zdobyta w tej konkurencji przez reprezentanta Polski.
W 2011 zajęła 6. miejsce podczas Mistrzostw Europy Juniorów w Navii w Hiszpanii na dystancie 5 km oraz 11. miejsce podczas Mistrzostw Europy Seniorów w Eilat.
W tym samym roku wygrała finałowe zawody European Open Water Swimming Cup Series w miejscowości Hoorn w pływaniu długodystansowym. Polska pływaczka okazała się najlepsza po zsumowaniu wyników na 5 i 10 kilometrów. W klasyfikacji generalnej zdobyła 36 punktów zajmując 4. miejsce.